# Мейсон (Вісконсин)
Мейсон (англ. Mason) — селище (англ. village) в США, в окрузі Бейфілд штату Вісконсин. Населення — 101 особа (2020).

## Географія
Мейсон розташований за координатами 46°26′8″ пн. ш. 91°3′36″ зх. д. / 46.43556° пн. ш. 91.06000° зх. д. (46.435455, -91.060138).  За даними Бюро перепису населення США в 2010 році селище мало площу 1,84 км², уся площа — суходіл.

## Демографія
Згідно з переписом 2010 року, у селищі мешкали 93 особи в 34 домогосподарствах у складі 21 родини. Густота населення становила 51 особа/км².  Було 43 помешкання (23/км²).
Расовий склад населення:
| - 81,7 % — білих - 5,4 % — чорних або афроамериканців - 2,2 % — корінних американців |

До двох чи більше рас належало 10,8 %. Частка іспаномовних становила 3,2 % від усіх жителів.
За віковим діапазоном населення розподілялося таким чином: 28,0 % — особи молодші 18 років, 59,1 % — особи у віці 18—64 років, 12,9 % — особи у віці 65 років та старші. Медіана віку мешканця становила 36,2 року. На 100 осіб жіночої статі у селищі припадало 102,2 чоловіків;  на 100 жінок у віці від 18 років та старших — 86,1 чоловіків також старших 18 років.
Середній дохід на одне домашнє господарство  становив 69 951 долар США (медіана — 43 438), а середній дохід на одну сім'ю — 49 079 доларів (медіана — 49 375). Медіана доходів становила 28 750 доларів для чоловіків та 36 250 доларів для жінок. За межею бідності перебувало 5,5 % осіб, у тому числі 0,0 % дітей у віці до 18 років та 12,5 % осіб у віці 65 років та старших.
Цивільне працевлаштоване населення становило 43 особи. Основні галузі зайнятості: роздрібна торгівля — 18,6 %, освіта, охорона здоров'я та соціальна допомога — 18,6 %, сільське господарство, лісництво, риболовля — 16,3 %.